# Despina Khatun
Teodora Gran Comnena  (en griego: Θεοδώρα Μεγάλη Κομνηνή) (1438-1474), también conocida como Despina Khatun (en persa: دسپینا خاتون‎; del título griego déspota y el turco Khatun, ambos significando «dama, princesa, reina») fue la hija de Juan IV de Trebisonda; se casó con el líder de los Ak Koyunlu, Uzún Hasán en 1458. Fue la madre de Marta (Halima), a su vez la madre del primer rey safávida, el Shah Ismail I.
Algunos escritores antiguos se refieren a ella como «Catalina». Charles Diehl ha demostrado que esto se debió a la mala interpretación de DuCange del título turco «Khatun» como «Catalina».

Juan IV accedió al matrimonio solo si a su hija se le permitía conservar su religión cristiana ortodoxa, una condición a la que Uzun Hasan accedió. Despina era famosa por su extrema belleza entre las mujeres griegas. Fue acompañada a la corte turcomana por un grupo de sacerdotes cristianos ortodoxos y se le permitió construir iglesias ortodoxas en el territorio. Uzun Hasan fortaleció su alianza anti-otomana por este matrimonio y se ganó el apoyo de muchos griegos, armenios y georgianos.
El matrimonio entre nobles cristianas y gobernantes musulmanes, aunque poco común, no era inaudito. Speros Vryonis proporciona varios ejemplos, como en el sultanato de los turcos selyúcidas, comenzando con Kilij Arslan II. Otro ejemplo es el de Miguel VIII Paleólogo casando a sus hijas ilegítimas Eufrosina y María con Nogai Khan y Abaqa Khan respectivamente. Emperadores anteriores de Trebisonda también habían casado así a sus parientes femeninas, especialmente Alejo III, durante cuyo reinado dos de sus hermanas y dos de sus hijas fueron dadas en matrimonio a los gobernantes de los estados vecinos musulmanes.
En Europa occidental, Teodora inspiró el mito de la «princesa de Trebisonda», un accesorio de cuentos de damiselas en apuros y libros de caballerías, así como la idea de una posible gran cruzada contra los turcos otomanos. La leyenda inspiró también a varios artistas, entre ellos Pisanello y Jacques Offenbach.

## Primeros años de vida
Teodora era reconocida como la hija de Juan IV, pero hay algo de misterio sobre quién era su madre: no hay fuentes de origen primario con el nombre de su madre, y Juan IV tuvo dos esposas, Bagrationi, una hija del rey Alejandro I de Georgia, y la hija de un sultán turco que se casó con Juan poco antes de noviembre de 1437. Debido a que la primera alusión a Teodora se fecha en febrero de 1451, cuando el diplomático bizantino Jorge Frantzés llegó a Trebisonda buscando una novia para su emperador Constantino XI Paleólogo y no se sabía qué edad tenía en ese momento, cualquiera de las dos podría ser su madre. En 1458 se casa con Uzún Hasán, Kan de la tribu turcomana de los Ak Koyunlu, cuando su tío David la regaló en matrimonio.

## Matrimonio político
En el momento de la boda, el imperio de su padre Juan se enfrentaba a una amenaza seria. Constantinopla había caído ante el sultán otomano Mehmed II en 1453. En 1456, Mehmet ordenó a su gobernador Chetir, capturar Trebisonda; el ataque fracasó, pero Juan se vio obligado a rendir homenaje a Mehmed para evitar nuevos ataques. Mehmet anexa gradualmente las últimas posesiones de los Paleólogo en Morea, completando la tarea con la conquista de Mistra el 29 de mayo de 1460. Una alianza con la poderosa tribu Ak Koyunlu, que eran el más poderoso rival de los otomanos, parecía ser más que beneficioso. 
Trebisonda y los Ak Koyunlu tenían una historia de cooperación, porque habían concertado otro matrimonio político en el pasado: la tatara-tatara tía de Teodora se había casado con Qara Osman, emir de los Ak Koyunlu. Teodora era famosa por su belleza. Un viajero veneciano desconocido escribió, "era la opinión común de que no había en ese momento ninguna mujer de mayor belleza, y por toda Persia la fama de su gran belleza y encanto se propagó." Uzún Hasán aceptó con entusiasmo ser el protector de Trebisonda, así como hacer otras concesiones a cambio de la mano de Teodora. Noticias de Teodora como la princesa de Trebisonda casada con el poderoso Uzún Hasán se extendieron a Occidente, y ayudaron a fomentar historias ficticias de la princesa de Trebisonda. 
Sin embargo, esta alianza no pudo ayudar al sucesor de Juan, su hermano David. Mehmed II, el gobernante otomano, marchó sobre la ciudad imperial de Trebisonda en 1461. Uzún Hasán inicialmente apoyó a los treberos, pero luego fue persuadido por los otomanos a abandonar Trebisonda. Después de asegurar la frontera oriental, Mehmed atacó Trebisonda, que se rindió el 15 de agosto de 1461, poniendo fin al último reino bizantino en territorio de Asia Menor (actual Turquía).

## Su papel como reina
Después de la caída de Trebisonda, David fue puesto en arresto domiciliario. En 1463, intentó enviar una carta secreta a Teodora, pero esta carta fue descubierta por Mehmed. Esto le dio la excusa necesaria para deshacerse de David de una vez por todas. Él consideró esta carta prueba de una conspiración para recuperar la tierra de Trebisonda con la ayuda de los Ak Koyunlu y ordenó que David, sus hijos y su sobrino fueran ejecutados en noviembre de 1463.
A pesar de la muerte de su tío, Teodora siguió influyendo en su marido en los asuntos exteriores. Según Anthony Bryer, ella era la fuerza motriz detrás de propuestas diplomáticas a Venecia en 1465-1466, y a Esteban III de Moldavia en 1474. Cuando el diplomático veneciano Caterino Zenón llegó a la corte de Uzún Hasán en 1473, una de las primeras personas que conoció fue a Teodora. Él le reveló que estaban relacionados, y sobre la base de esto, ella le dio un acceso sin precedentes a ella y Uzún Hasán durante su estancia. Franz Babinger afirma que ella estuvo presente en la batalla de Erzincan, donde instó a su marido a perseguir al ejército derrotado de Mehmed II con el fin de destruirlo por completo.
Después de la muerte de Uzún Hasán en 1478, no se supo mucho de ella, se cree que murió unos años antes, en 1474. Fue enterrada en la iglesia de San Jorge en Diyarbakır, donde su tumba fue mostrada a un visitante italiano en 1507. Sin embargo, la estructura fue dañada en 1883 y ya no se puede ver.

## Familia
Teodora tuvo varios hijos con Uzún Hasán:
- Yakub, que no es el hijo de Uzún Hasán que le sucedió como gobernante de los Ak Koyunlu; Bryer cree que porque fue asesinado por otra esposa de Uzún Hasán poco después de su muerte en 1478.
- Marta (también llamada Halima), que se casó con Haydar Sultan, jeque de la orden sufí safávida, en 1471/1472; Marta fue la madre del primer shahanshah (rey de reyes) del Irán reunificado, Ismail I Shah, de la dinastía safávida, que establecería al Islam chií como la religión del estado persa.
- Otras dos hijas. Estas se reunieron con Caterino Zenón en Damasco, donde les habló en griego póntico.